# Den travle by
Den travle by er en fiktionsby beboet af et udvalg af antropomorfiske dyr og skildret i forskellige bøger af børnbogsforfatteren Richard Scarry. Hovedkarakterene i disse bøger inkluderer Huckle Cat (Kasper Kat), Lowly Worm (Ole Orm), Mr. Frumble (Hr. Fumle), police Sergeant Murphy (betjent Mortensen), Mr. Fixit (Hr. Fix), Bananas Gorilla (Gunnar Gorilla), Hilda Hippo (Hilda Flodhest) og Farmer Fox (gårdejer Ræv).
I midten af 1990'erne producerede Cinar (nu Cookie Jar Entertainment) de animerede serier The Busy World of Richard Scarry, baseret omkring indbyggerne i den Den travle by. Serierne blev oprindeligt sendt i luften på Showtime i USA. Et brætspil og et computerspil baseret på Busytown blev også produceret i 1990'erne.